# Charles de Téligny

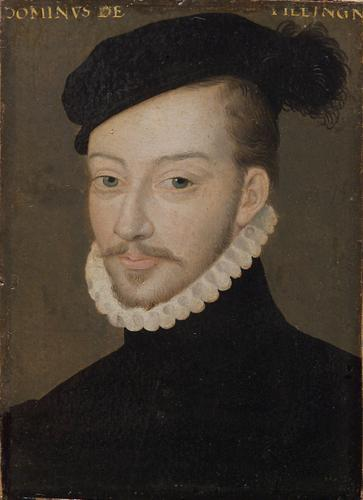
Portret van Charles de Téligny

Charles Louis de Téligny (* 1535 - † 24 augustus 1572) was een Frans soldaat en diplomaat en voorvechter van de vrijheden voor protestanten.
Charles is de zoon van Lodewijk de Téligny, heer van Lierville, en Aréthuse van Vernon. Charles nam deel aan diverse vredesmissies, waarbij hij bij de koning de belangen behartigde van de protestanten. Ook nam hij deel aan diverse oorlogen - Hugenotenoorlogen - aan de zijde van maarschalk Gaspard de Coligny, de vader van zijn toekomstige bruid.
In 1572 trouwde hij met Louise de Coligny, maar werd al snel teruggeroepen naar Parijs. Tijdens de Bartholomeusnacht in 1572 werd hij vermoord in het Louvre. 

## Trivia
Gesuggereerd wordt dat uit zijn huwelijk met Louise de Coligny een dochter werd geboren, Marguerite de Téligny. Geen van de tot nu toe nageslagen biografieën over Louise maken echter melding van een kind.